# Ladislaus von Wrbna-Freudenthal

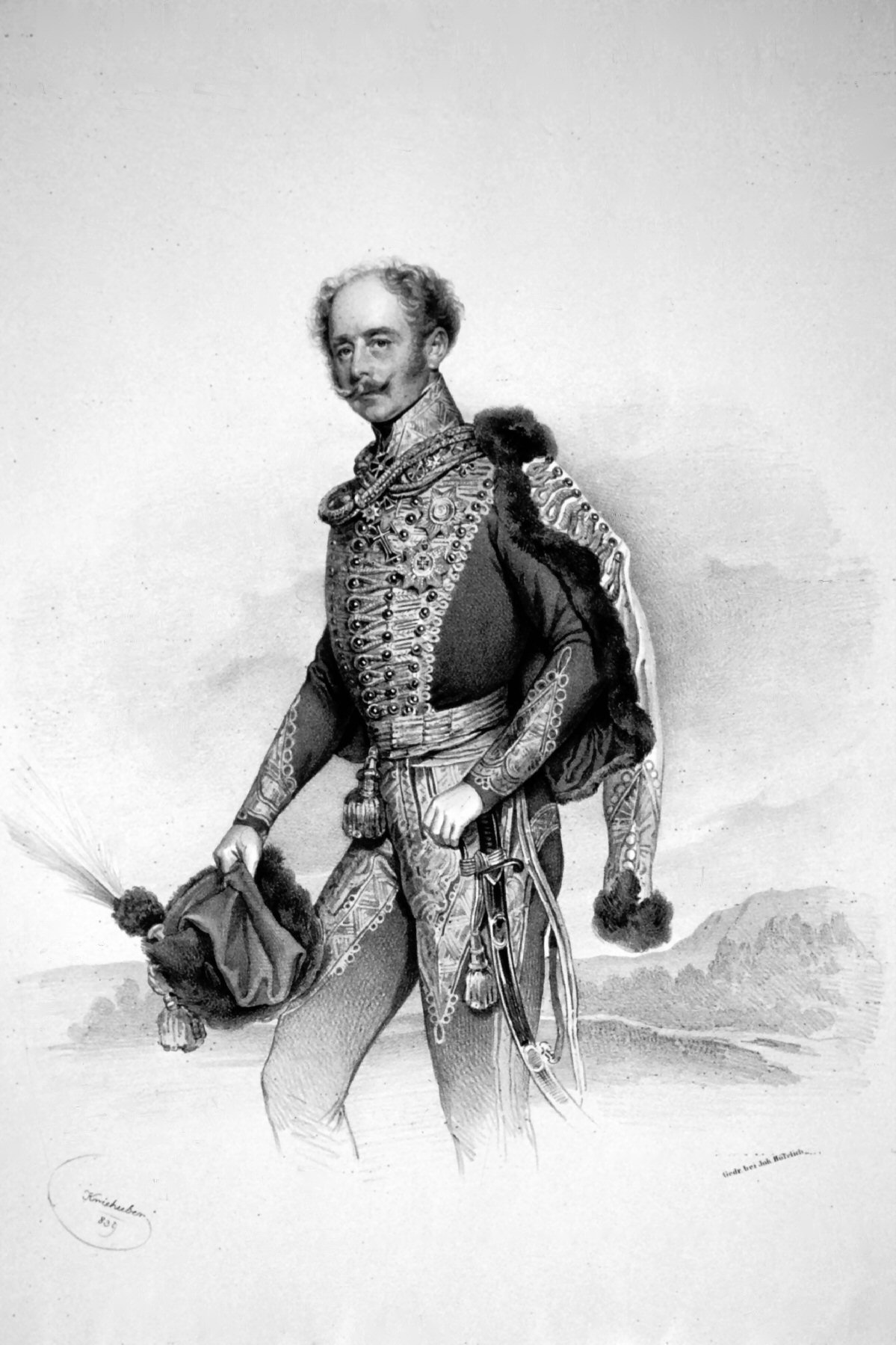
Ladislaus von Wrbna-Freudenthal, Lithographie von Josef Kriehuber, 1839

Graf Ladislaus von Wrbna-Freudenthal, auch Ladislaus von Würben-Freudenthal, auch Graf Lázló, auch Graf Lato (* 5. Juli 1795, anderes Datum 5. Juli 1796; † 21. Dezember 1849 in Verona), war ein österreichischer Feldmarschallleutnant.

## Leben

### Familie
Ladislaus von Wrbna-Freudenthal entstammte dem jüngeren (Hořowitzer) Ast des alten schlesisch-böhmisch-mährisches Adelsgeschlechts und war der Sohn von Rudolph von Wrbna und dessen Ehefrau Marie Theresia Aloisia (* 3. Februar 1763; † 25. Juli 1803 in Penzing), Tochter des Diplomaten Dominik Andreas von Kaunitz-Rietberg-Questenberg; er hatte noch fünf Geschwister:
- Eugen von Wrbna (* 4. September 1786 in Wien; † 24. März 1848 ebenda), Oberstallmeister, verheiratet mit Mária Borbála (1793–1858), Tochter des Grafen Károly Miklós Erdödy de Monyorókerék et Monoszló (1770–1833); dessen Sohn war der Generalmajor Eugen von Wrbna-Freudenthal;
- Dominik von Wrbna (* 24. Mai 1788 in Wien; † 24. März 1848), Major;
- Therese von Wrbna (* 13. September 1789; † 12. Dezember 1874), verheiratet mit Franz de Paula Joseph Kinsky von Wchinitz und Tettau (1784–1823);
- Franziska von Wrbna (* 2. Dezember 1799 in Wien; † 6. Juli 1863 im Bezirk Schwaz), verheiratet mit Karl von Liechtenstein (1790–1865); Enkel des Feldmarschall Karl Borromäus von Liechtenstein;
- Rudolf von Wrbna (* 4. April 1802 in Wien; † 12. Februar 1874 ebenda), verheiratet mit Konstancie Chorinská z Ledské.

Sein Großvater war der Obersthofmarschall Eugen Wenzel von Wrbna-Freudenthal.

### Werdegang
Bereits in jugendlichem Alter trat Ladislaus von Wrbna-Freudenthal in ein Regiment des Kaisers Franz II. ein und beteiligte sich an den Feldzügen 1813 und 1814 (siehe auch Koalitionskriege); im Alter von 21 Jahren, 1816, wurde er bereits zum Rittmeister bei den Schwarzenberg-Ulanen ernannt.
1817 erhielt er den Auftrag, nach Rio de Janeiro zu fahren, um am dortigen Hof die Nachricht von der Heirat der Erzherzogin Teresa Maria Cristina von Neapel-Sizilien mit dem Kronprinzen Peter II., dem späteren Kaiser von Brasilien, zu überbringen. Hierfür erhielt er das Kommandeurkreuz des Christusordens sowie eine Pension von 4.000 Franc. Bei der Rückfahrt wurde er am 21. März 1818 durch spanische Piraten überfallen und ausgeplündert und verlor dabei die Geschenke für den Kaiser von Österreich sowie unter anderem alle Depeschen, die ins Meer geworfen wurden. Er berichtete später dem Kaiser in Dalmatien über den Reiseverlauf.
Er nahm als Rittmeister 1821 an dem Feldzug gegen Neapel teil und berichtete als Kurier Anfang April in Wien vom Einmarsch der Truppen in Neapel; hierzu ritten ihm 24 blasende Postillone durch Wien voran.
Er wurde im 1821 zum Major beim k.u.k. Husarenregiment „Kaiser“ Nr. 1 und 1826 zum Oberstleutnant beim k.u.k. Dragonerregiment „Friedrich Franz IV. Großherzog von Mecklenburg-Schwerin“ Nr. 6, dessen Inhaber Ludwig von Wallmoden-Gimborn war, befördert; 1828 erfolgte seine Rückversetzung zum Husarenregiment „Kaiser“ Nr. 1. 1829 wurde er zum Oberst und Kommandanten des k.u.k. Husarenregiments „Graf Nádasdy“ Nr. 9 befördert.
Seine Beförderung zum Generalmajor erfolgte 1834, worauf er am 21. April 1843 zum Feldmarschallleutnant befördert wurde; in dieser Zeit nahm er am 14. Juni 1835 an der Erbhuldigung gegenüber Kaiser Ferdinand I. teil und begleitete 1838 den russischen Thronfolger Alexander II. nach Como und Venedig, als dieser dort die Wintermonate verbrachte.
1843 wurde er Brigadier in Brünn und später Divisionär in Wien; in Wien beschäftigte er sich mit dem Studium der Geschichte und der Politik; dort übte er auch das Amt des Schiedsrichters in Ehrensachen des Adels und der Offiziere aus.
1845 erfolgte seine Ernennung zum Regimentsinhaber des Chevauxlegers Regiment Nr. 6, seit 1851 10. Ulanen-Regiment.
1846 wurde er als Kommandant eines mobilen Korps nach Polen gesandt und besetzte, nach dem Krakauer Aufstand, Krakau, das er von den russischen Truppen übernommen hatte, nachdem er dort am 4. März 1846 eingetroffen war.
Als 1848 der Kommandant des II. Armeekorps, Feldmarschallleutnant Graf Maximilian Auersperg (1771–1850), in den Ruhestand versetzt wurde, wurde Ladislaus von Wrbna-Freudenthal dessen Nachfolger; im gleichen Jahr war er Militärkommandant von Oberösterreich.
Er nahm am Ungarischen Unabhängigkeitskrieg teil und verhängte über Preßburg im Dezember 1848 den Belagerungszustand und das Standrecht. Während der Schlacht bei Kapolna am 26. Februar 1849 stellte er sich allein mit seinem Korps als Spitze dem Feind, der ihm in doppelter Anzahl gegenüberstand, und hielt den Widerstand.
Am 12. April 1849 wurde er, aufgrund eines mangelnden strategischen Talents von seinem Dienstposten abberufen und erhielt das Festungskommando von Verona. Aus Schwermut soll er darauf Selbstmord begangen haben.
Seinen Nekrolog schrieb Ludwig Josef Nikolaus von Windisch-Graetz (1830–1904), der Sohn des Feldmarschalls Alfred I. zu Windisch-Graetz.

## Orden und Ehrenauszeichnungen
Ladislaus von Wrbna erhielt verschiedene Auszeichnungen und war unter anderem Ritter des russisch-kaiserlichen St. Annen-Ordens I. Klasse und des St. Wladimir-Ordens III. Klasse, des königlich-französischen St.-Ludwig-Ordens, der französischen Ehrenlegion, des königlich-sizilianischen militärischen St. Georg-Ordens der Wiedervereinigung, des weißen Adlerordens (1846) und Kommandeur des königlich-portugiesischen Christus-Ordens; dazu war er auch zum Wirklichen Kammerherrn ernannt worden.

## Trivia und diverses
Ladislaus von Wrbna wäre während seiner Gefangennahme durch spanische Piraten an Bord des Kaperschiffes fast ums Leben gekommen, weil er auf Wunsch einer spanischen Dame gehenkt werden sollte, die ... kniefällig und flehentlich darum (bat), daß man es an dem großen Mast thue, weil sie nie diese Procedur gesehen habe, und ihr der Graf Wrbna das schönste Modell dafür scheine.
Der Geschichtsforscher Joseph Alexander von Helfert charakterisierte Ladislaus von Wrbna, der in jungen Jahren ein trefflicher Reiter (war), schön und elegant, geistreich und witzig, anregender Causeur, dabei vielseitig unterrichtet, nicht bloß in seinen Fachwissenschaften, auch in Geschichte und Politik belesen, zählte der brillante Huszarenoberst zu den interessantesten Erscheinungen der höheren Gesellschaft. Einige Zeit später, war ihm das Gewinnende, Bestechende seines Wesens in einer bei dem Mangel ausreichender Beschäftigung allmälig angelebten Nachlässigkeit verloren gegangen, während gewisse bedenkliche Seiten seines Wesens sich mit der Zeit schärfer, kantiger ausbildeten. Was früher Witz gewesen, wurde verletzender Sarkasmus, was man als Schlagfertigkeit bewundert hatte, traf als böser Hieb. Selbstgefällig, eitel, ehrsüchtig, war er aufs höchste empfindlich gegen das mißgünstige Urtheil Anderer, das er durch spitze Worte und Reden doch fortwährend herausforderte. Er geißelte mit gleicher Schärfe die Schläfrigkeit und (die) um sich greifende Fäulniß des alten Systems, zu dessen entschiedenen Anhängern, wie das leichtfertig großsprecherische Phrasenthum des modernen Liberalismus, zu dessen ausgesprochenen Gegnern er gehörte, und sagte die unheilvollen Ergebnisse solcher Zustände mit einer Bestimmtheit voraus, die ihn zum überlästigen Propheten machte ... Nicht besser stand er zu seinen eigentlichen Berufskreisen und ließ gewiß keine Gelegenheit vorübergehen, wo er an dem überlebten Hofkriegsraths-Schlendrian die ätzende Lauge seiner Satyre prüfen konnte. Aufbrausend und barsch gegen seine Untergebenen, überwarf er sich mit seinem Generalstäbler Mayern und hatte nun das ganze Corps gegen sich, das sich um seinen tief verletzten Genossen mit Leidenschaft annahm und in all seinen Verzweigungen Wrbna ein Heer von Widersachern schuf, deren Zahl wuchs, je höher der Angefeindete stieg ... Vom rangältesten seiner Generale, Feldmarschall-Lieutenant Franz Csorich von Monte Creto, bis zum jüngsten Officier seines Corps war kaum einer, der ihn mit aufrichtiger Hingebung als seinen Chef empfing, und wo es vor da an in den Wechselfällen des Feldzuges nicht nach Wunsch ging, war es gewiß Wrbna’s Name, der in erster Reihe unter den Schuldtragenden genannt wurde.